# Michael Robertson
Michael Robertson, né le 2 juillet 1963 à Johannesbourg, est un ancien joueur sud-africain de tennis professionnel.

## Carrière
Vainqueur des Internationaux de France Junior 1981 en double avec Barry Moir.
Finale en double au tournoi ATP de Tel Aviv en 1985 avec Florin Segarceanu.
Quart de finaliste en double de l'Open d'Australie 1985 avec John Letts et à l'US Open 1986 avec Tomm Warneke.
Demi-finaliste en double mixte au tournoi de Wimbledon 1986 avec Elna Reinach.
Quart de finaliste au tournoi ATP d'Indianapolis en 1986.
En 1989, à Johannesbourg, il bat le numéro onze mondial Jay Berger.
Il devient citoyen américain en 1991.

## Palmarès

### Finale en double (1)
| No | Date       | Nom et lieu du tournoi                 | Catégorie | Dotation | Surface    | Vainqueurs                | Partenaire        | Score    |  |
| -- | ---------- | -------------------------------------- | --------- | -------- | ---------- | ------------------------- | ----------------- | -------- |  |
| 1  | 14-10-1985 | Tournoi de tennis de Tel Aviv Tel Aviv |           | 80 000 $ | Dur (ext.) | Brad Gilbert Ilie Năstase | Florin Segarceanu | 6-3, 6-2 |  |